# Virginie de Senancour
Virginie de Senancour (née Agathe Eulalie Ursule de Sénancourt le 8 septembre 1791 à Fribourg et morte le 11 mars 1876 à Fontainebleau) est une écrivaine française, romancière et journaliste.

## Biographie
Agathe-Eulalie-Ursule Pivert de Senancour est la fille d'Étienne Pivert de Senancour. Elle débute dans les lettres en 1814, par quelques articles publiés dans le Mercure de France. Elle collabore ensuite à la Gazette de France (1820-1821), à l’Abeille (1821), au Diable boiteux (1823-1825), au Frondeur impérial (1825-1826), au Mercure du XIXe siècle (1826), au Bonhomme Richard (1832-1833), au Journal des femmes (1833-1835), etc.

## Œuvres
- Les Héros comiques, nouvelles adressées aux dames, Paris, L. Janet, 1820, 2 vol.
- Pauline de Sombreuse, Paris, 1821, 4 vol. Lire en ligne sur Gallica[3].
- La Veuve, ou l’Épitaphe, Paris, A. Eymery, 1822, 4 vol.[4].
- La Conquêtomanie, ou Aventures burlesques du grand Barnabé, Paris, Lecointe et Durey, 1827, 2 vol., roman satirique contre Napoléon Lire en ligne sur Gallica.
- Réplique à un mal avisé, Fontainebleau, E. Jacquin, 1858, 15 p.